# Simon Cartannaz
Simon Cartannaz, né le 29 juillet 1990 à Chambéry et mort le 12 janvier 2019 à Saint-Mandé, est un sapeur-pompier de Paris. 

## Histoire
Simon Cartannaz est né le 29 juillet 1990 à Chambéry dans le département de la Savoie. Il meurt le 12 janvier 2019 dans la rue de Trévise de Paris, à la suite d'une explosion de gaz.

## Carrière
Simon Cartannaz intègre la Brigade de sapeurs-pompiers de Paris le 6 août 2013 montant jusqu'au grade de caporal-chef. Il était également sapeur-pompier volontaire à Chambéry.

## Hommage national
Le 17 janvier 2019 une cérémonie a lieu dans la cour de l'État-major de la BSPP afin de rendre hommage à Simon Cartannaz et à Nathanaël Josselin, également décédé lors de l'explosion rue Trévise. Ils ont été nommés chevaliers de la Légion d'honneur à titre posthume.

## Distinctions et honneurs

### Décorations nationales
- Chevalier de la Légion d'honneur (2019)[5],[6]
- Médaille militaire
- Médaille de la Défense nationale, échelon or
  -  Médaille de la Défense nationale, échelon bronze (2015)[7]
- Médaille d'honneur pour acte de courage et de dévouement, or
  -  Médaille d'honneur pour acte de courage et de dévouement, bronze (2016)[2],[7]
- Médaille de la sécurité intérieure, or (2016)[2],[7]

### Mentions
- Mort pour le service de la Nation (2019)